# Loup d'Abyssinie
Canis simensis
Pour les articles homonymes, voir kebero.
Espèce
Statut de conservation UICN

 EN B1ab(iii,v); C1+2a(i); D : En danger
Répartition géographique
Le loup d'Éthiopie (Canis simensis), encore appelé Loup d'Abyssinie en raison de l'ancien nom utilisé pour désigner l'Éthiopie, Cabéru, Chacal du Simien ou même kebero en amharique, est le troisième canidé le plus rare au monde (après le Renard de Darwin et le Loup rouge) avec une population totale estimée à moins de 500 individus à l'état sauvage, dont 300 dans le parc national du mont Balé (au centre de l’Éthiopie) et aucun en captivité. À ce titre il est donc classé espèce en danger par l'Union internationale pour la conservation de la nature (UICN).

## Habitat et répartition

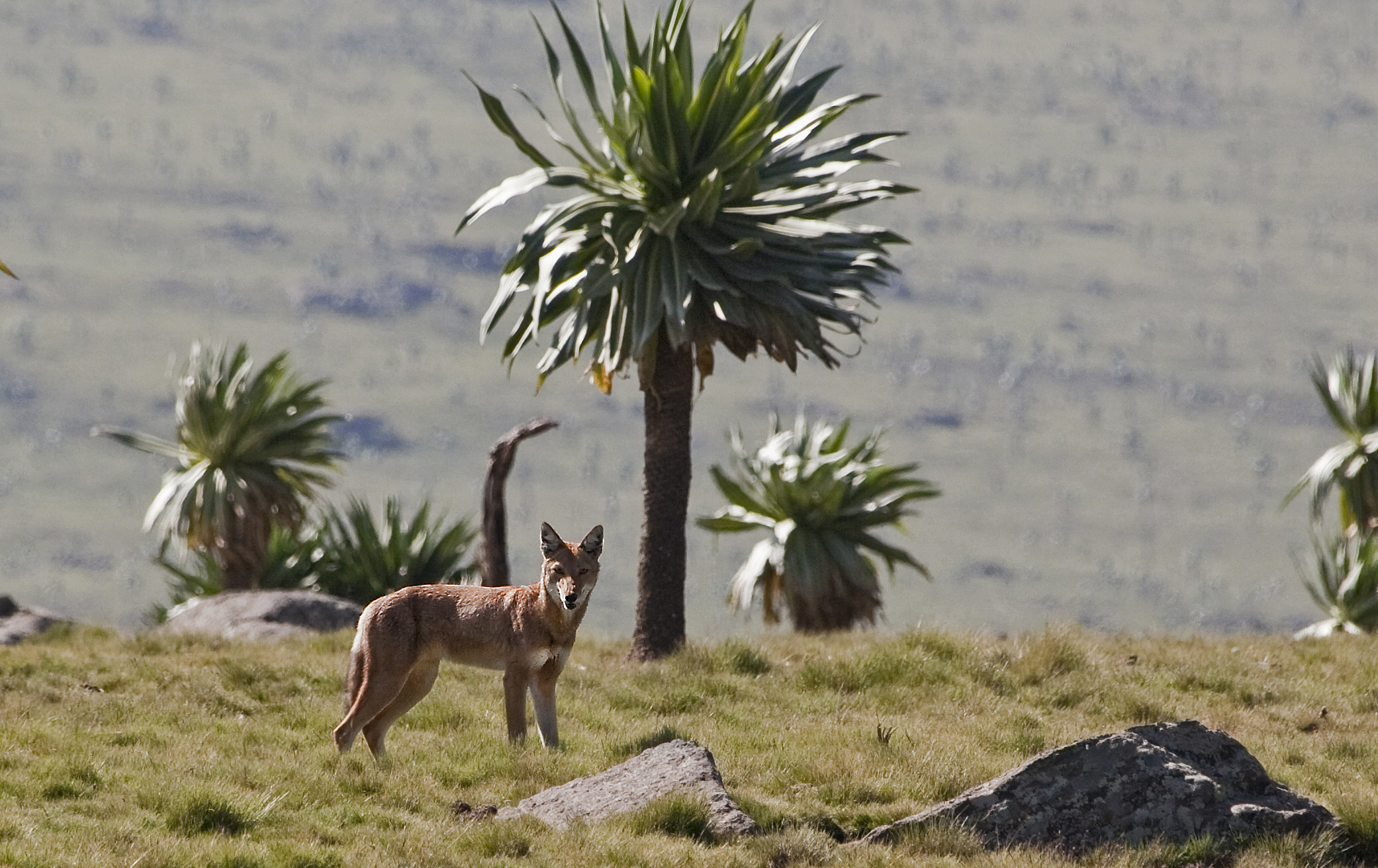
Dans les montagnes du parc national du Simien

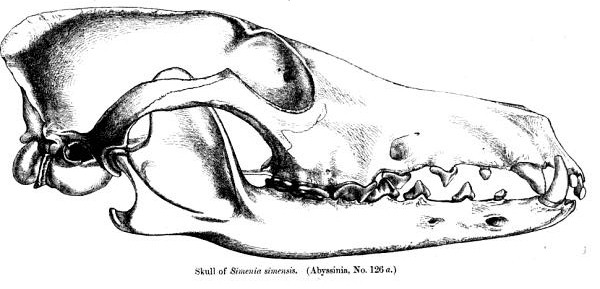
Crâne. L'espace entre les dents des deux mâchoires pourrait être une adaptation à la capture des rongeurs.

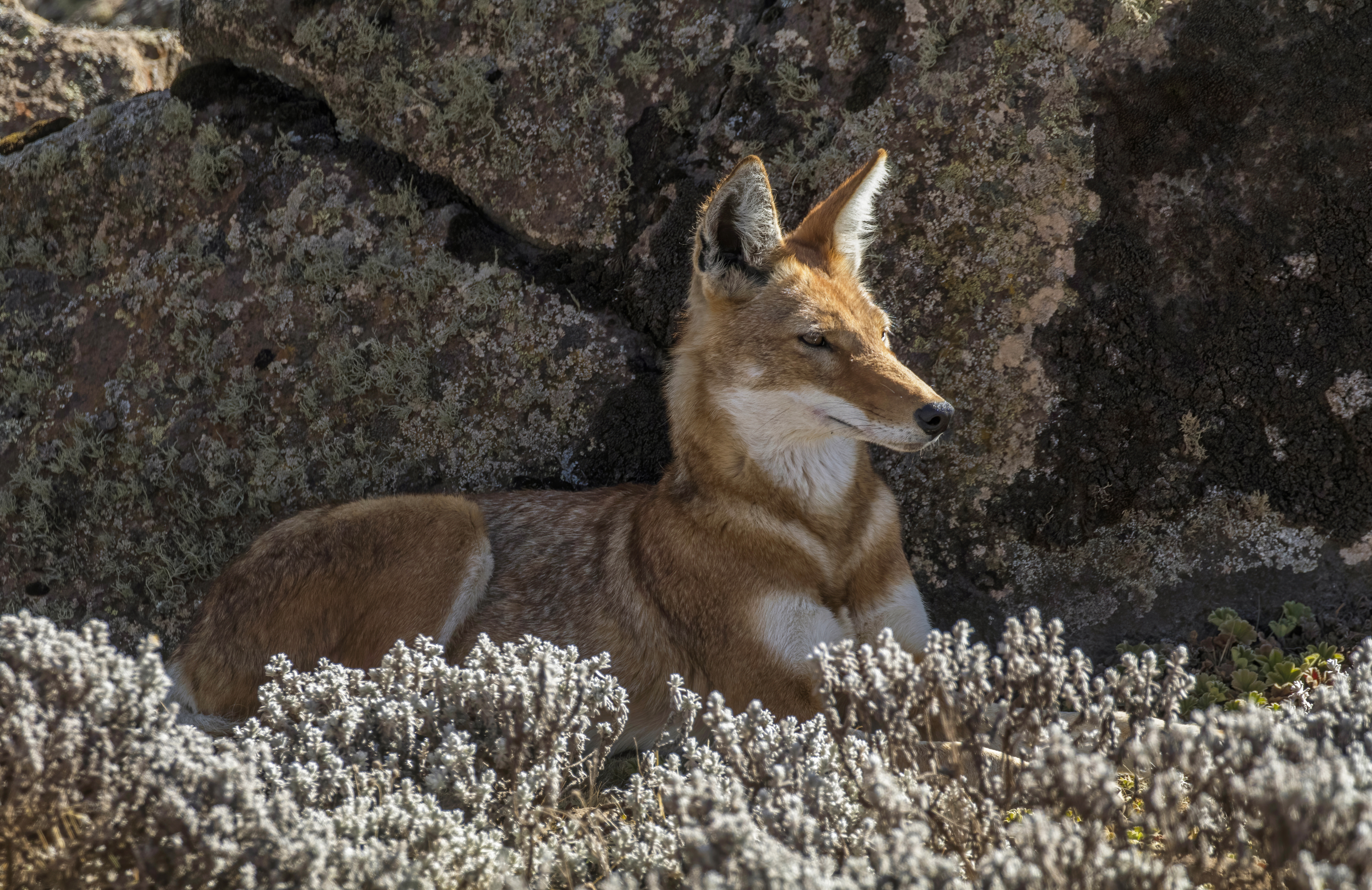
Un loup d'Abyssinie, avec un tapis dHelichrysum citrispinum devant lui, sur le plateau Sanetti en Éthiopie.

Le loup d'Éthiopie est une espèce endémique des hauts plateaux éthiopiens situés à 3 000 m d'altitude environ. Ce représentant de la famille des canidés mesure environ 60 cm au garrot. Les mâles pèsent de 14 à 19 kg et de 11 à 14 kg pour les femelles. Les portées sont de 6 à 12 petits.

## Mode de vie et reproduction
Le loup d’Abyssinie est un animal sociable qui vit en meutes de 3 à 13 individus. Les meutes regroupent les membres d’une même famille élargie. Les mâles restent généralement au sein de la meute où ils sont nés, tandis que la majorité des femelles quittent leur meute vers l’âge de 2 à 3 ans. La hiérarchie établie au sein de la meute est régulièrement réaffirmée par des manifestations fréquentes de dominance et de subordination.
Chaque année, seulement 60% des femelles dominantes se reproduisent avec succès. La gestation des loups d’Abyssinie dure de 60 à 62 jours. Les femelles mettent bas à une portée de 2 à 6 petits dans une tanière qu’elles creusent elles-mêmes, sous un rocher ou dans des crevasses. Les tanières consistent généralement en un réseau de terriers, avec de multiples entrées. Les louveteaux sont élevés par les adultes de la meute et sont régulièrement bougés d’un terrier à l’autre.

## Alimentation
Ces loups, qui se nourrissent essentiellement de rongeurs (notamment en chassant le rat-taupe géant) vivent en groupes familiaux. Les loups d’une même meute se regroupent pour la nuit, mais ils se dispersent la journée pour chasser en solitaire.
Plusieurs études scientifiques ont déjà fait état de la consommation par cette espèce de loup, du nectar d'une plante endémique d'Éthiopie, Kniphofia foliosa,. Il est suggéré que les loups pourraient participer à la pollinisation de cette espèce de plante en transportant du pollen resté collé sur leurs museaux suite au léchage des fleurs.

## Pressions sur l'espèce
Une partie importante des derniers représentants de l'espèce ont été victimes dans le parc national des monts Balé d'une épizootie. Entre fin septembre 2003 et janvier 2004, la rage a tué 65 individus parmi les loups, soit plus des trois quarts de la population de la région de la vallée du Web. La rage pourrait avoir été introduite par les chiens de bergers qui viennent faire paître leurs troupeaux dans le parc.
Les loups étant gravement menacés par cette épizootie de rage, un programme de vaccination soutenu financièrement par la CEPA a été mis en place dans la vallée du Web dès novembre 2003 par le Programme de conservation du loup d'Éthiopie. Nyala Productions « edia for the protection of wildlife » tente de soutenir l'EWCP dans son travail via la publication de reportages photographiques, de mini-films, de conférence, entre autres. Un projet de livre de photographies sur la région du parc national des monts Balé est également en cours pour attirer l'attention sur la fragilité des écosystèmes de cette région de la corne de l'Afrique.
Leurs effectifs ont été considérablement diminués ces dernières années, principalement du fait des maladies transmises par les chiens et l'augmentation de l'activité pastorale sur les hauts plateaux. Il ne resterait à l'heure actuelle qu'une douzaine de meutes, représentant environ 500 individus.

### Vidéographie
- Documentaire, série Les expéditions d'Arte, Arte : Ethiopie : les derniers loups d'Abyssinie.
- Abyssinie, l'appel du loup, documentaire de Vincent Munier et Laurent Joffrion en 2012, Grandeur Nature, diffusé sur France 2[9].
- Loup d'Abyssinie, documentaire français réalisé par Charles-Antoine de Rouvre en 2007, diffusé sur Planète +.